# Silene lithophila
Silene lithophila là loài thực vật có hoa thuộc họ Cẩm chướng. Loài này được Kar. & Kir. miêu tả khoa học đầu tiên năm 1842.